# 戰機世界
《戰機世界》是一款以軍事航空黃金時代為背景的大型3D大型多人線上空戰遊戲。烏克蘭遊戲開發工作室 Persha Studia 開發，由戰遊網發行營運。2013 年 11 月正式推出於獨立國協、歐洲、北美
該遊戲為戰遊網旗下戰爭三部曲之一，遊戲背景從 1930 至韓戰期間，玩家將可以操控雙翼飛機到噴射機等多樣戰機，與其他玩家一同爭奪制空權而進行激烈的駁火空戰。
透過 戰遊網 旗下平台 Wargaming.net ，可以與《戰艦世界》以及《戰車世界》使用同一帳號遊玩並共用虛擬貨幣－金幣（需藉由現實金錢兌換）。

## 獎項與評價
Metacritic給予69%的評分。
《戰機世界》與《戰車世界》一樣以精美擬真的音效畫面和簡便易學的遊戲操縱因此獲得不少玩家青睞，加上免費下載即可玩以及不過於偏袒付费玩家的設置使該款遊戲大體而言相當友善，空中纏鬥的刺激感也讓不少玩家滿意。
與《戰車世界》相比《戰機世界》在科技樹設定上有極大的瑕疵，譬如去掉戰史上相當重要的戰略轟炸機與水上戰機、過科幻的試驗機種引入太多、蘇聯空軍所有機種設定過於強大且為唯一有攻擊機科技樹的國家、美國與日本還有英國的機種過少不符史實等皆受到批評，1.3版後追加了美國重型戰鬥機線稍有改善。
開場倒數飛機滯旋的畫面也被批評太不科學在1.4版修改為自動駕駛進場。
畫質要求過高導致不少電腦配備等級較低的玩家無法順利遊玩，而低畫質模式又過於粗糙實在不堪入目。
由於亞服仍在測試中，所以常常會出現遊戲畫面跳走，甚至是黑屏，也因為是測試中，所以亞服暫時也沒有申訴管道，及專屬網站。
武器方面沒有魚雷且炸彈與火箭彈的配置也不盡理想。沒有降落模式飛機無法在機場或航空母艦上降落維修與補給也讓部分玩家感到不滿意。操作上雖有簡化但仍不少玩家表示不夠完善。而且機身受損後對運動性絲毫無減也有待改進。
整體而言，《戰機世界》雖有獲得點正面評價，但負面評價卻更多，不少人覺得與《戰車世界》相比《戰機世界》顯然是遜色很多。而在同一時期又有和戰遊網相互較勁公司Gaijin Entertainment旗下的相似遊戲《戰爭雷霆》與之相比，因此很多玩家將兩款二戰背景的空戰遊戲做優缺點比較。